# Javier de Burgos
Francisco Javier de Burgos y del Olmo (22. října 1778, Motril – 22. ledna 1848, Madrid) byl španělský právník, politik, novinář a překladatel.

## Mládí a kariéra
Narodil se v Motrilu v urozené, ale chudé rodině a byl určen pro kariéru v římskokatolické církvi, ale studií v Granadě záhy zanechal a odjel do Madridu, kde začal studovat práva. Když vpadla do Španělska napoleonská vojska (1808–1814), Burgos, jako jeden z afrancesados (stoupenci krále Josefa Bonaparta) se stal správním úředníkem v Andalusii. Jeho vůle ke spolupráci s Francouzi z něj učinila nepřítele rodu Bourbonů, a přinutila jej roku 1812 odjet do Paříže.
Ve Francii dokončil studia a začal překládat díla Horatiova do kastilštiny (jeho překlad zevrubně rozebral Andrés Bello, který nazval Burgose „chabým překladatelem, ale vynikajícím komentátorem"). V pozdější době (1844) vydal revidovanou versi, která – ač má stále vady – zůstala standardním překladem. Je oceňována pro užití sapfické strofy s volným veršem.

## Význam
Po návratu do Madridu roku 1819 byl v roce 1822 jmenován editorem El Imparcial (list, zastávající stanoviska umírněných liberálů a afrancesados). Ve stejné době se ukázal být schopným autorem, když napsal mnohosvazkové dílo nazvané Biografía universal. Byl zařazen do bourbonské státní správy za vlády Ferdinanda VII. Byl jmenován státním podsekretářem v ministerstvu Francisca Cey Bermúdeze. Za regentství Marie Kristýny byl iniciátorem správní reformy 1833. Využil svého vlivu na přebudování dosavadního správního systému na provinční a zastával se potřeby centralizované vlády. Ale tento systém brzy narazil na dosavadní samosprávný status baskických okresů, zvláště Navarry, která byla samostatným královstvím. Jeho návrh byl schválen na přelomu listopadu a prosince 1833, a téhož roku byl jmenován ministrem vnitra.
Byl zvolen do křesla R Real Academia Española a ujal se ho 7. ledna 1830.
Za vlády umírněných liberálů byl senátorem (za panování Isabely II.), královským rádcem a ministrem vnitra v první vládě Ramóna Maríi Narváez y Campos, vévody z Valencie. Jeho ministerský úřad posléze převzal Narváezův nástupce, Francisco Javier Istúriz. Zemřel v Madridu.
Psal také básně na aktuální události, jako smrt Marie Isabely Portugalské a svatbu Ferdinanda VII. a Marie Kristýny, a také pozoruhodnou báseň Oda a la Razón (česky: Óda na rozum).